# National Association of Women Artists
Die National Association of Women Artists, Inc. (NAWA) ist eine US-amerikanische Organisation, die 1889 gegründet wurde, um professionellen bildenden Künstlerinnen zu Anerkennung zu verhelfen. Sie veranstaltet Ausstellungen, schreibt Preise aus, organisiert Vorträge sowie Veranstaltungen. Die Ausstellung anlässlich des 100-jährigen Jubiläums der NAWA 1988 stieß eine nicht abreißende mediale Debatte darüber an, wie Frauen in der Kunst dargestellt werden sowie wie es um die Geschlechterverteilung in großen Ausstellungen und in kunsthistorischen Studien bestellt ist.

## Statuten
NAWA ist eine Non-Profit-Organisation, die ihren Sitz in New York City hat. Es gibt weitere Ortsverbände in Florida, Massachusetts und seit 2018 South East US. Der Vorstand und die Funktionäre werden jährlich von den Mitgliedern gewählt (2020 gab es über 850 Mitglieder, 2021 über 700).

## Geschichte

### Die frühen Jahre: Der Woman’s Art Club of New York (1889–1913)
NAWA wurde von den Künstlerinnen Anita C. Ashley, Adele Frances Bedell, Elizabeth S. Cheever, Edith Mitchill Prellwitz und Grace Fitz-Randolph im Atelier von Fritz-Randolph am Washington Square in New York am 31. Januar 1889 als Woman’s Art Club of New York gegründet. Wie Liana Moonie (1922–2016; Präsidentin der NAWA von 1987 bis 1989) im Vorwort zum Ausstellungskatalog anlässlich des 100-jährigen Jubiläums bemerkt, hat der Club zu einer Zeit, als die Werke von Künstlerinnen häufig auf rein dekorative Leistungen reduziert wurden, vor allem eine Plattform für professionelle Künstlerinnen geschaffen.

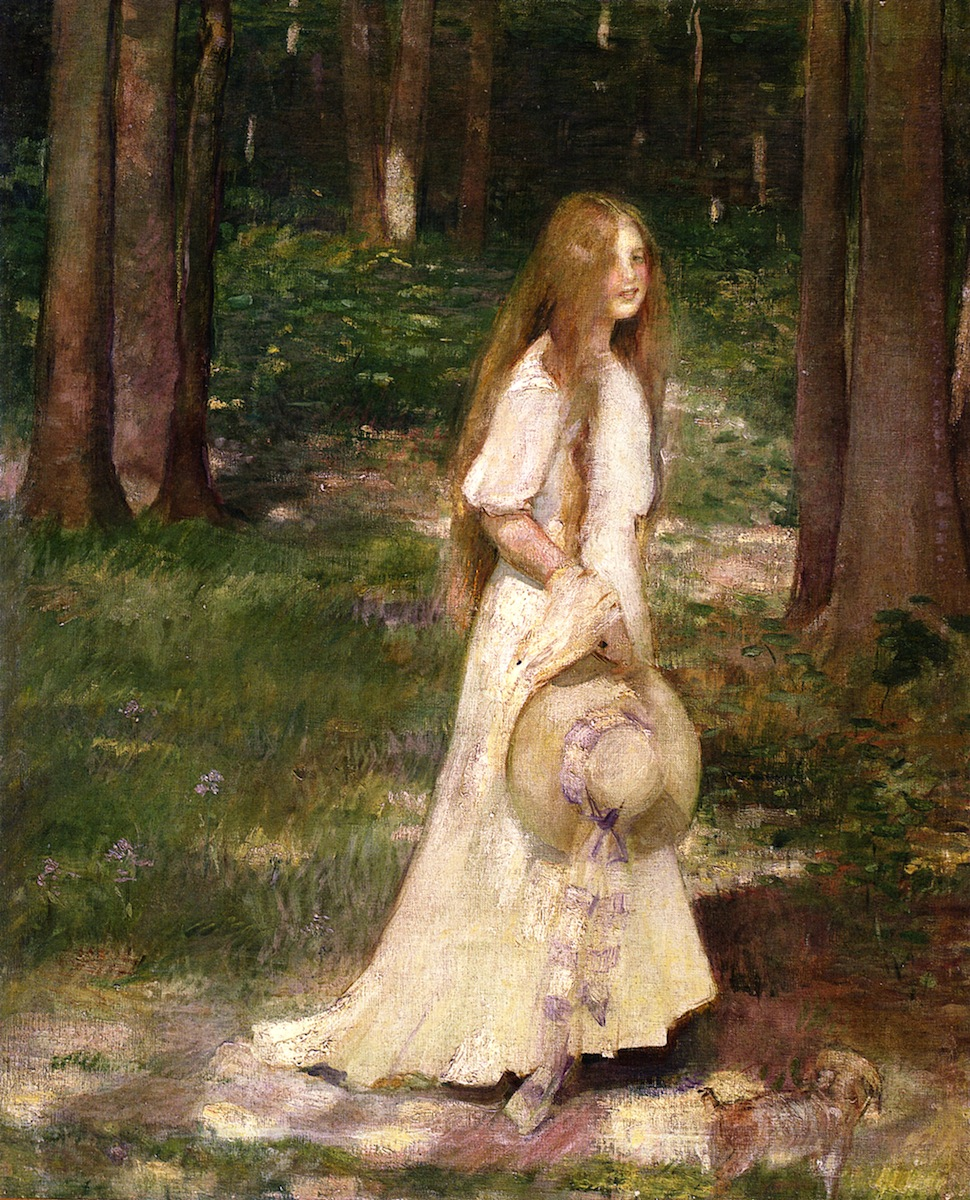
Edith Mitchill Prellwitz, Early Morning Stroll, circa 1900. Öl auf Leinwand, 76,2 cm × 63,5 cm Privatsammlung. Die Künstlerin Edith Mitchill Prellwitz war eines der Gründungsmitglieder des Woman’s Art Club of New York.

Die Künstlerin und Historikerin Julie Graham schrieb über die Notwendigkeit und die Rolle des Zusammenschlusses von Künstlerinnen in Amerika: „Diese Vereinigungen entstanden aufgrund der Bedürfnisse der Künstlerinnen, die von den hauptsächlich männlich dominierten Künstlervereinigungen nicht bedient wurden: Unterstützung, Ausstellungsmöglichkeiten, häufig auch die Vermittlung von Aufträgen und Modellen... Die erfolgreichste der im 19. Jahrhundert gegründeten Künstlerinnenvereinigungen ist die National Association of Women Artists.“
Ein Journalist der New York Times, der die dritte Jahresausstellung der Vereinigung besprach, bei der 1892 über 300 Kunstwerke gezeigt wurden, verglich diese mit den Pariser Salons: „es ist gut..., dass sich Frauen, so wie seit langem in Paris üblich, zusammenschließen, um ihre Werke selbst zu zeigen, ohne den Meinungen oder Vorurteilen männlicher Jurys oder männlicher Ausstellungskommitees ausgesetzt zu sein.“ Die frühen Ausstellungen waren nicht auf Mitglieder oder auf New Yorker Künstlerinnen beschränkt und zeigten u. a. auch Werke von Mary Cassatt, Berthe Morisot, Louise Catherine Breslau, Laura Coombs Hills, Rhoda Holmes Nicholls und Cecilia Beaux.
Zwischen 1892 und 1905 verdoppelte sich die Mitgliederanzahl von 46 auf etwa 100. 1914 gab es bereits 183 Mitglieder und 30 Mitarbeiterinnen.

### The National Association of Women Painters and Sculptors (1913–1941)
1913 stimmten die Mitglieder der Vereinigungen dafür, den Namen der Organisation in The Association of Women Painters and Sculptors zu ändern, um nicht für eine karitativ engagierte Vereinigung gehalten zu werden.

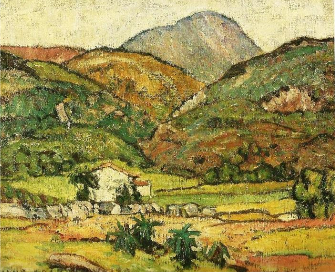
Anne Goldthwaite, Die Kirche auf dem Hügel, 1913 Armory Show

Im gleichen Jahr wurden auf der einflussreichen Armory Show unter anderem ausgewählte Werke der Mitglieder Josephine Paddock, Mary Wilson Preston, Anne Goldthwaite und Abastenia St. Leger Eberle gezeigt. Die Bezeichnung der Vereinigung wurde 1917 erneut geändert, in The National Association of Women Painters and Sculptors (NAWPS). Zu dieser Zeit hatte sie in 40 Staaten Amerikas insgesamt 500 Mitglieder. Clara Fairfield Perry kommentierte dies 1917 in The American Magazine of Art: „Man nimmt mit Interesse Kenntnis von der schnellen Entwicklung, die diese Vereinigung nimmt. Ihr Betätigungsfeld umfasst alle Staaten Amerikas und verzeichnet über 500 Mitglieder in allen Teilen des Landes, darunter die bekanntesten Vertreterinnen der Malerei und der Bildhauerei der Vereinigten Staaten.“
1924 organisierte die Vereinigung zusammen mit der Amerikanischen Vertretung in Argentinien eine Wanderausstellung mit Gemälden, Skulpturen und Miniaturen, die im Museo Nacional de Bellas Artes in Buenos Aires und in der Galeria Jorge in Rio de Janeiro gezeigt wurden.

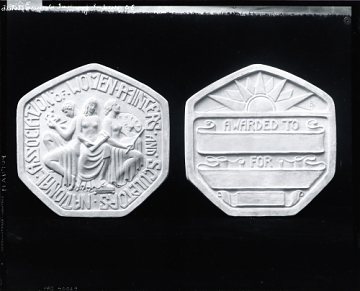
Modell der Medaille der National Association of Women Painters and Sculptors Medal (recto und verso). Modell von Brenda Putnam. Fotografie von Peter A. Juley & Son, Smithsonian Institution.

Im gleichen Jahr kaufte die NAWPS ein Gebäude an der 17 East 62nd Street, um einen eigenen Ausstellungsraum zu haben. Im Herbst 1925 wurde dieser eröffnet, als „erste Galerie [in den Vereinigten Staaten], die ausschließlich den Werken von Künstlerinnen gewidmet ist.“ 1930 musste das Haus jedoch aufgrund der wachsenden Verschuldung und der wirtschaftlichen schlechten Lage durch die Great Depression verkauft werden. Der Verkaufspreis erlaubt es aber, das Geld in Ausrüstung zu investieren sowie Räume in den Argent Galleries in der 42 West 57th Street anzumieten, die auch während der Great Depression offen gehalten werden konnten. Karen Rosenberg, Kunstkritikerin der The New York Times, schrieb über die Aktivitäten der Vereinigung während dieser Zeit: „Sogar während der Depression hatte die Vereinigung Bestand und wuchs und gedieh… Die Künstlerinnen profitierten auch während dieser Jahre von den vielen anonymen Wettbewerben, die die Works Progress Administration für Wandbilder und andere öffentliche Kunstwerke ausschrieb.“
Mitte der 1920er bis in die 1930er Jahre wurde die NAWPS für ihren Mangel an Neuerungen kritisiert. 1925 hielt z. B. der Kunstkritiker John Loughery fest, dass „der älteren, konservativeren National Association of Women Painters and Sculptors das Image der vornehmen Herkunft anhängt...“ In Anerkennung der verringerten, doch nach wie vor bestehenden Kluft zwischen männlichen und weiblichen Künstlern, weitete die Vereinigung ihr Betätigungsfeld aus, indem sie insbesondere Wanderausstellungen nach außerhalb von New York organisierte und unterstützte. Als Antwort auf die Kritik schrieb Roland G. Pisano im Jubiläumskatalog von 1988: „In den letzten 100 Jahren wurde oft, sogar von Frauen, behauptet, dass die Künstlerinnenvereinigung ihre Ziele erreicht habe und somit obsolet wurde. Infolge jeder neuen Zielerreichung zeigte sich jedoch der anhaltende Bedarf des Serviceangebots der Vereinigung und wurde auch anerkannt, sowohl für ihre Mitglieder als auch für amerikanische Künstlerinnen im allgemeinen.“

### The National Association of Women Artists (1941–heute)
Der aktuelle Name The National Association of Women Artists, wurde 1941 eingeführt.
1961 verlegte die NAWA ihre Zentrale an die 156 5th Avenue.
Die Ausstellung 1988, anlässlich des hundertjährigen Jubiläums, zeigte sowohl historische als auch von Künstlerinnen der Gegenwart, darunter moderne Künstlerinnen wie Marisol Escobar, Judy Chicago, Louise Nevelson, Dorothy Dehner, Cleo Hartwig, Minna Citron, Blanche Lazzell, Alice Neel u. a.
2000 wurde eine Ausstellung ausgewählten Bildhauerinnen, die Mitglieder der NAWA waren, gewidmet: „The Enduring Figure 1890s–1970s: Sixteen Sculptors from the National Association of Women Artists“ wurde im Zimmerli Art Museum gezeigt (12. Dezember 1999 bis 12. März 2000). Sie zeigte Künstlerinnen wie Mary Callery, Janet Scudder, Margaret Brassler Kane, Berta Margolies, Minna Harkavy, Bessie Potter Vonnoh, Augusta Savage, Louise Nevelson, Dorothy Dehner, Faith Ringgold u. a.
Die NAWA wird vor allem für die Förderung von Frauen in den bildenden Künsten honoriert. Sie war „die erste Gruppe von Künstlerinnen, die sich zusammenschloss, um Diskriminierung zu bekämpfen und die Anerkennung ihrer Mitglieder zu erringen.“
Benjamin Genoccio schrieb in einer Besprechung von „A Parallel Presence: National Association of Women Artists, 1889–2009“ in der New York Times, dass „im Laufe der 1980er und '90er Jahren die Idee einer Vereinigung für Frauen überholt erschien, da Frauen in Kunstschulen, kommerziellen Galerien und Museen stärker präsent waren... [d]ie National Association of Women Artists spielte in diesem Prozess eine Rolle, für die die Künstlerinnen - und wir anderen - dankbar sein sollten.“
1995 wurde von Liana Moonie die Zweigstelle der National Association of Women Artists in Florida gegründet.
Im Dezember 2013 wurde eine NAWA-Zweigstelle in Massachusetts mit Zentrale in Boston eröffnet.

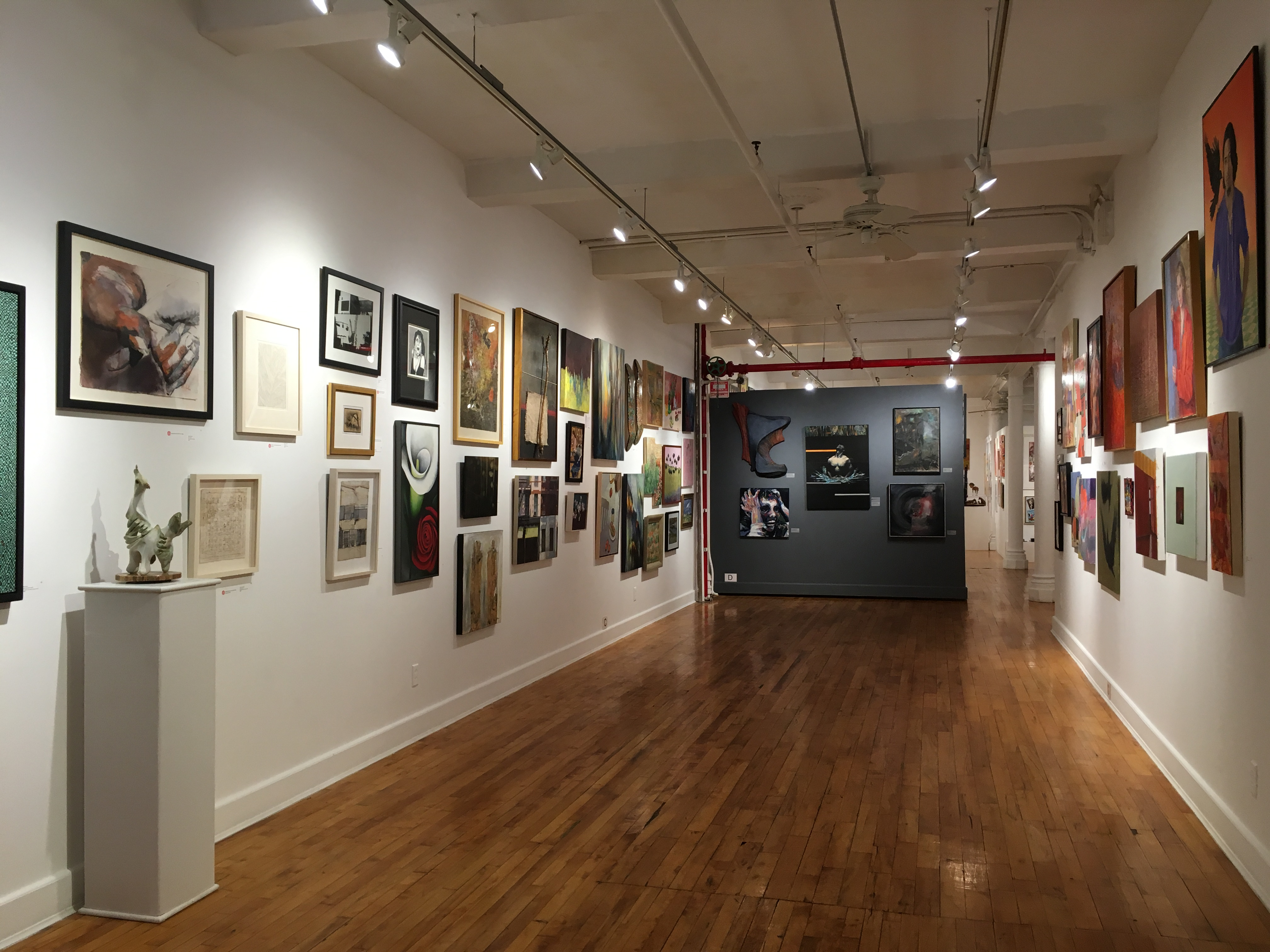
Die 128. Jahres-Mitgliederaussellung in der Sylvia Wald und Po Kim Art Galerie, 417 Lafayette Street

#### Errungenschaften von Künstlerinnen in den bildenden Künsten der Nachkriegszeit in U.S.A. (1945–heute)
Die Sichtbarkeit von Künstlerinnen in den Vereinigten Staaten in der Nachkriegszeit steigerte sich etwas und wurde seit Anfang der 1960er Jahre vom „Second-Wave Feminism“ vorangetrieben. In den Vereinigten Staaten widmeten sich immer mehr Institutionen der Förderung von Frauen in den bildenden Künsten, auch um mit den vielen, besonders in den 1970er Jahren neu gegründeten alternativen Kunsträumen mithalten zu können (die typischerweise von Künstlern geleitet wurden und nicht mit Museen oder Galerien in Zusammenhang standen).
Parallel wurde in der zweiten Hälfte des 20. Jahrhunderts die Vorstellung erreichter Gleichberechtigung zwischen Männer und Frauen in der Kunst ständig herausgefordert (basierend auf der Präsenz in privaten und Museumssammlungen sowie bei Ausstellungen in Galerien). Die Kunsthistorikerin Margaret Moore Booker erläutert den Kontext der Formierung von Künstlerinnenvereinigungen in den 1970er Jahren: „Einzelausstellungen von Frauen in großen Museen und Galerien gab es sehr selten, auch in den Ausstellungen der Museumssammlungen gab es fast keine Werke von Frauen zu sehen; die wichtigsten Galerien in New York vertraten nur ein paar Frauen und die meisten Lehrbücher über Kunstgeschichte ignorierten Frauen.“
Noch immer werden ähnliche Bedenken hinsichtlich der gleichberechtigten Geschlechterverteilung in der Kunstwelt geäußert. Die Kunsthistorikerin Whitney Chadwick schreibt bei ihrer Beurteilung der Lage der Künstlerinnen im 21. Jahrhundert: „Es besteht nach wie vor die Notwendigkeit, die einzigartigen weiblichen Beiträge in einer präzisen und leicht zugänglichen Aufbereitung zu dokumentieren, was Unterstützung, Zusammenarbeit, Fotografie und neue Medien betrifft.“ Chadwick betont den anhaltenden Bedarf „nach prestigeträchtigen Retrospektiven in den führenden Museen oder umfassende monographische Studien, um die Sichtbarkeit und das Renommée in [der] Kunstwelt“ zeitgenössischer Künstlerinnen sicherzustellen und zu unterstützen.

### Leitbild
Das Leitbild der NAWA lautet: „Das Bewusstsein und das Interesse für visuelle Kunst, die von Frauen in den Vereinigten Staaten geschaffen wurde, zu fördern und voranzubringen.
Die Vereinigung unterstützt Kultur und Ausbildung in den visuellen Künsten durch Ausstellungen der Werke ihrer Mitglieder, durch Ausbildungsprogramme, Stipendien, Auszeichnungen, ihre historische Archivierung und durch andere entsprechende Mittel.
Die Vereinigung unterstützt gegenwärtige und aufstrebende Künstlerinnen, während sie die langen und wichtigen Beiträge von Frauen zur Geschichte der Amerikanischen Kultur und Kunst ehrt und in ihrer Beständigkeit absichert.“

### Die Ständige Sammlung der NAWA
Die NAWA-eigene Sammlung wurde 1991 von Liana Moonie etabliert. Sie umfasst über 200 Arbeiten aus der Gründungszeit der Vereinigung. 1992 wurde die Sammlung dem Zimmerli Art Museum der Rutgers University in New Brunswick, New Jersey, gestiftet, wo sie seitdem aufbewahrt wird. Die Ausstellung „A Parallel Presence: National Association of Women Artists, 1889–2009“, die dort im Januar 2009 sowie in der UBS Art Gallery in Midtown, New York im Mai/Juni 2009 gezeigt wurde, umfasste Werke von etwa 80 Künstlerinnen wie Gertrude Vanderbilt Whitney, Theresa Bernstein, Louise Nevelson, Pat Adams und Faith Ringgold als auch Archivmaterialien zur Geschichte der Vereinigung.

### Archiv
Auch das NAWA-Archiv wurde dem Zimmerli Art Museum der Rutgers University übergeben. Ein Teil davon – „administrative Dokumente und die Mitgliederkartei seit den 1960er Jahren, Ausstellungsdokumentationen, Druckmaterialien und drei Sammelalben“ – werden in der Smithsonian Institution aufbewahrt. Zusätzliche Materialien wie die jährlichen Ausstellungskataloge befinden sich im Solomon R. Guggenheim Museum, Metropolitan Museum of Art, Whitney Museum of American Art, Museum of Modern Art, Ryerson & Burnham Libraries, Frick Art Reference Library, New York Public Library, Film and Fine Art Library in der Harvard University, und in der Library of Congress.

## Mitglieder
Eine vollständige Liste der Mitglieder findet sich auf der NAWA-Website.
Ausgewählte historische Mitglieder:
- Nela Arias-Misson
- Gladys Edgerly Bates
- Theresa Bernstein
- Cora S. Brooks
- Louise Upton Brumback
- Edith Bry
- Ruth Payne Burgess
- Rhys Caparn
- Constance Cochrane
- Nessa Cohen
- Mabel Conkling
- Eve Drewelowe
- Emma Eilers
- Dorothy Eisner
- Lydia Field Emmet
- Kady Faulkner
- Anna S. Fisher
- Ruth VanSickle Ford
- Wilda Gerideau-Squires
- Anne Goldthwaite
- Cleo Hartwig
- Claude Raguet Hirst
- Margaret Hoard
- Katherine Thayer Hobson
- Edith Lucile Howard
- Margaret Wendell Huntington
- Grace Mott Johnson
- Frances Kornbluth
- Mary Fife Laning
- Josephine Miles Lewis
- Emma Fordyce MacRae
- Kyra Markham
- Dina Melicov
- Clara Taggart MacChesney
- Elizabeth Nourse
- Mina Fonda Ochtman
- Betty Waldo Parish
- Clara Weaver Parrish
- Clara Elsene Peck
- Lucia Peka
- Jane Peterson
- Vicken von Post-Börjesson
- Alexandra Pregel
- Faith Ringgold
- Augusta Savage
- Alice Schille
- Grete Margaret Schüller
- Janet Scudder
- Amanda Brewster Sewell
- Anita Miller Smith
- Beulah Stevenson
- Waldine Tauch
- Natalie Arras Tepper
- Adeline Albright Wigand
- Alice Morgan Wright